# El inferno
El Inferno es el nombre del quinto disco del grupo madrileño de metal Hamlet, lanzado en el 2000. La banda continua en la senda del nü metal mostrado en el anterior álbum, pero ya sin los elementos hardcore de anteriores obras; a su vez, dejan de lado, parcialmente, las letras reivindicativas, para hablar sobre temas más personales.

## Canciones
- Toda la música compuesta por Tárraga. Todas las letras por Molly, excepto 1, 3, 4 y 9, por Molly y Hernández.

1. El mejor amigo de nadie - 3:33
2. Vivir es una ilusión - 4:03
3. ¿Por qué? - 4:07
4. Buena suerte - 2:22
5. No soy igual - 4:20
6. Miserable - 3:33
7. Perdóname - 5:26
8. Denuncio a Dios - 3:23
9. No me arrepiento - 3:03
10. Mi nombre es yo - 3:20
11. Lárgate despacio - 3:00

## Miembros
- J. Molly - voz
- Luis Tárraga - guitarra solista
- Pedro Sánchez - guitarra rítmica
- Augusto Hernández - bajo, coros
- Paco Sánchez - batería